# Laval-du-Tarn
Laval-du-Tarn is een gemeente in het Franse departement Lozère (regio Occitanie) en telt 108 inwoners (2009). De plaats maakt deel uit van het arrondissement Mende.

## Geografie
De oppervlakte van Laval-du-Tarn bedraagt 34,0 km², de bevolkingsdichtheid is dus 3,2 inwoners per km².
De onderstaande kaart toont de ligging van Laval-du-Tarn met de belangrijkste infrastructuur en aangrenzende gemeenten.

## Demografie
Onderstaande figuur toont het verloop van het inwonertal (bron: INSEE-tellingen).